# Alberto do Canto
Alberto do Canto (c. 1547 – 12/10/1611) , formalmente Alberto Vieira do Canto, conhecido na Nova Espanha como Alberto del Canto, foi um nobre e militar conquistador português que explorou o norte do México, onde foi fundador em várias cidades.

## Síntese biográfica

### Nascimento e juventude
No ano de 1547 nasceu na Praia da Vitória dos Açores, filho do Sr. Sebastião Martins do Canto e da Sra. Maria Dias de Vieira. Presume-se que a origem da sua família em Portugal remonta a 1350, altura em que João, 3º conde de Kent, passou a viver na ilha.

### Personalidade
Claramente um aventureiro, autoconfiante e um líder natural. Desde muito jovem, como um capitão de 30 anos, ele descobriu minas e fundou novas cidades.
Alberto do Canto e Dias de Vieira ou Alberto Vieira do Canto, segundo o costume português, era temido e respeitado, pelo que se impôs reiteradamente como autarca fundador de Saltillo .
Ele também se distinguiu por sua masculinidade, comportamento aventureiro e cabelo loiro, pelo que foi assediado por poucas mulheres. Diz-se que ele veio para a corte de Dona Juana Porcallo, esposa de Diego de Montemayor, no ano de 1581 . Ele também era um treinador de cavalos.

## Fundações na América do Norte

### Viagem para a América
Não está claro como e quando chega à Nova Espanha . Alguns autores dizem que ele embarcou das ilhas de Castela em 1562 . 
No entanto, há certeza da sua presença em 1562 na Nova Espanha em Zacatecas para a região de San Martín e Mazapil desde que foi recrutado por Francisco de Ibarra.  que fez parte das primeiras explorações do recém-estabelecido Nueva Vizcaya 1554 . Ele definitivamente não fazia parte do outro grupo de exploradores do leste entrando por Tampico com o grupo Carbajal e de la Cueva em 1560 .
Em busca de fortuna nas minas Alberto do Canto em dezembro de 1562, aos dezesseis anos, foi um dos 170 soldados recrutados em Zacatecas por Francisco de Ibarra, com a autorização de Luis de Velasco e Ruiz de Alarcón, para conquistar o Nordeste de Nova Espanha com colonos das fazendas Zacatecas.

### Explorações

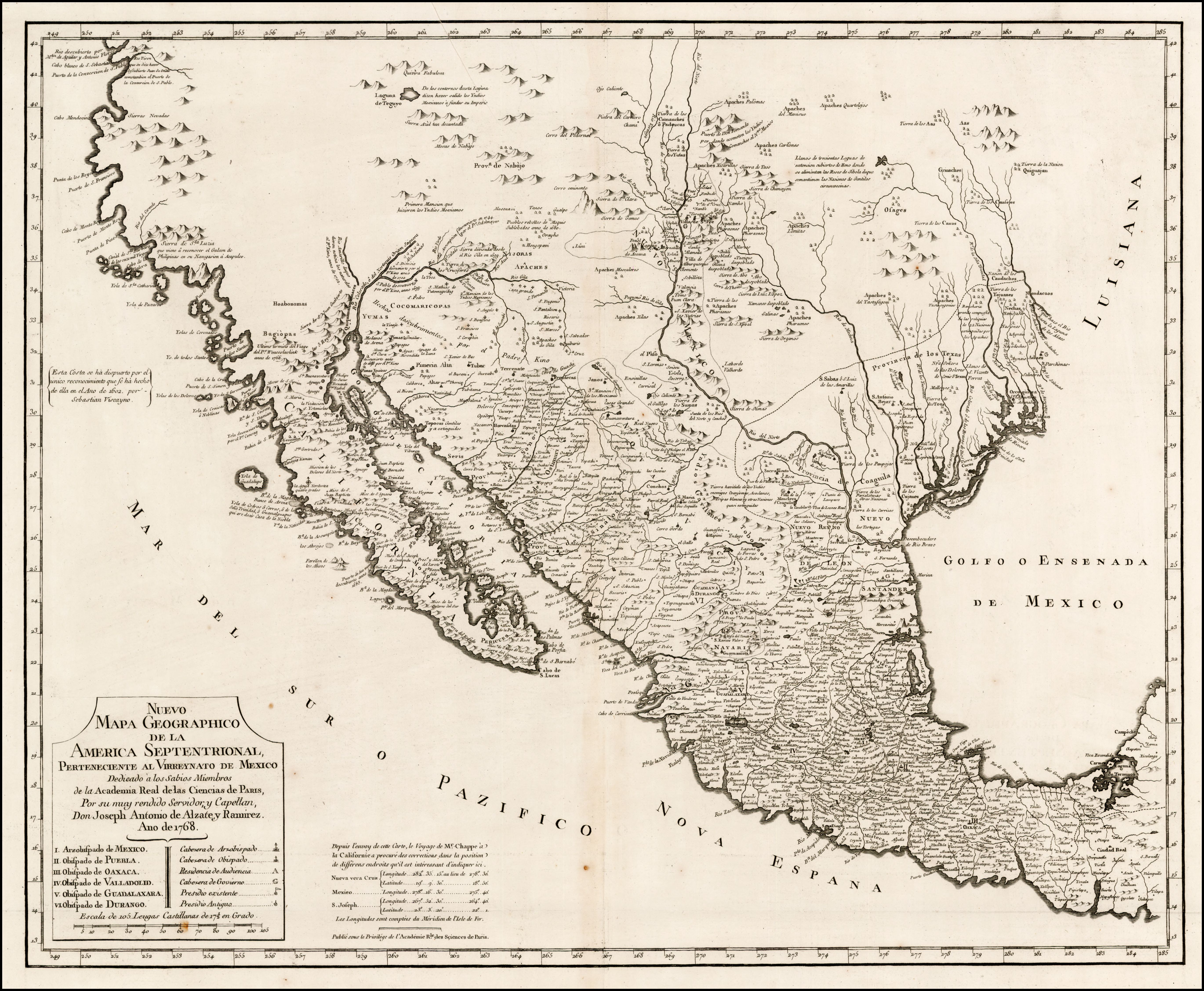

Também foi incorporado um grupo de biscayan e portugueses encabeçado por Martín de Gamón, mesmo que por rebelde e agitador em 1563 foi ordenado a dar um clube no Vale de San Juan. Com a morte do líder o grupo se dispersou. Alguns dos agora liderados por Martín López de Ibarra como governador foram: Alberto do Canto, Diego de Montemayor, Gaspar Castaño de Sosa e outros futuros colaboradores de Luis de Carvajal y de la Cueva .
Entre estes exploradores descobriram o vale da Extremadura no final de 1572, mas devido às dificuldades decidiram povoá-lo mais tarde porque "aquele vale era tão bonito que dava vontade de nele viver". 
Do Canto conheceu muitas terras: Chiametla, Copala, Sinaloa, Topiao Guatimapé, percorreu San Martín e Sombrerete, Chalchihuites e Sain, Nieves e Río Grande, por Nombre de Dios e Victoria, por Fresnillo e Zacatecas, por Cedros e Mazapil. Lá fez amizade com Diego de Montemayor e Gaspar Castaño de Sosa e Luis Carvajal y de la Cueva, todos portugueses como ele. Também é provável que em 1569 ele tenha acompanhado Martín López de Ibarra em sua expedição ao norte.

### Fundações
Não há dúvida de que em 1577, data da fundação de Alberto do Canto, uma vasta região do Nordeste já havia sido explorada, quase toda a “Grande Cuachichila” que chegava até o centro de Nuevo León e Coahuila, e que alcançou o norte.

#### Cerralvo
Em 1577, Do Canto também descobriu e se estabeleceu no que chamou de minas de São Gregório Magno, no atual Cerralvo. Provavelmente em 12 de março de 1577, quando Alberto do Canto foi nomeado prefeito das minas de San Gregorio e Vale da Extremadura por comissão do senhor Martín López de Ibarra, governador de Nueva Vizcaya.
Carvajal iria reencontrá-la como a cidade de León em 12 de abril de 1582. De qualquer forma, assim que sua realeza se instalou, Alberto do Canto, na companhia de 25 soldados, partiu para Saltillo .

#### Monclova
Em 29 de maio de 1577, Alberto do Canto realizou a fundação de "Minas de la Trinidad" como um povoado em Nueva Vizcaya, dada a importância do veio de prata. Ele também foi nomeado prefeito. O que deu poderes a Diego de Montemayor para povoar e pacificar a área.
O documento Parral não define uma data, mas é mais provável que as fundações coincidam com as datas dos santos. A festa da Santíssima Trindade era no domingo seguinte ao Pentecostes, cinquenta dias depois da Páscoa. De acordo com o calendário atual, deve ter sido 29 de maio de 1577.
Luis Carvajal, que foi obrigado pelas capitulações a fundar povoados em 1582, reconstituiu o povoado com o nome de Nueva Almadén ( Monclova ), assim denominado em referência às minas de Almadén , em Castela, como parte de Nuevo Leão.

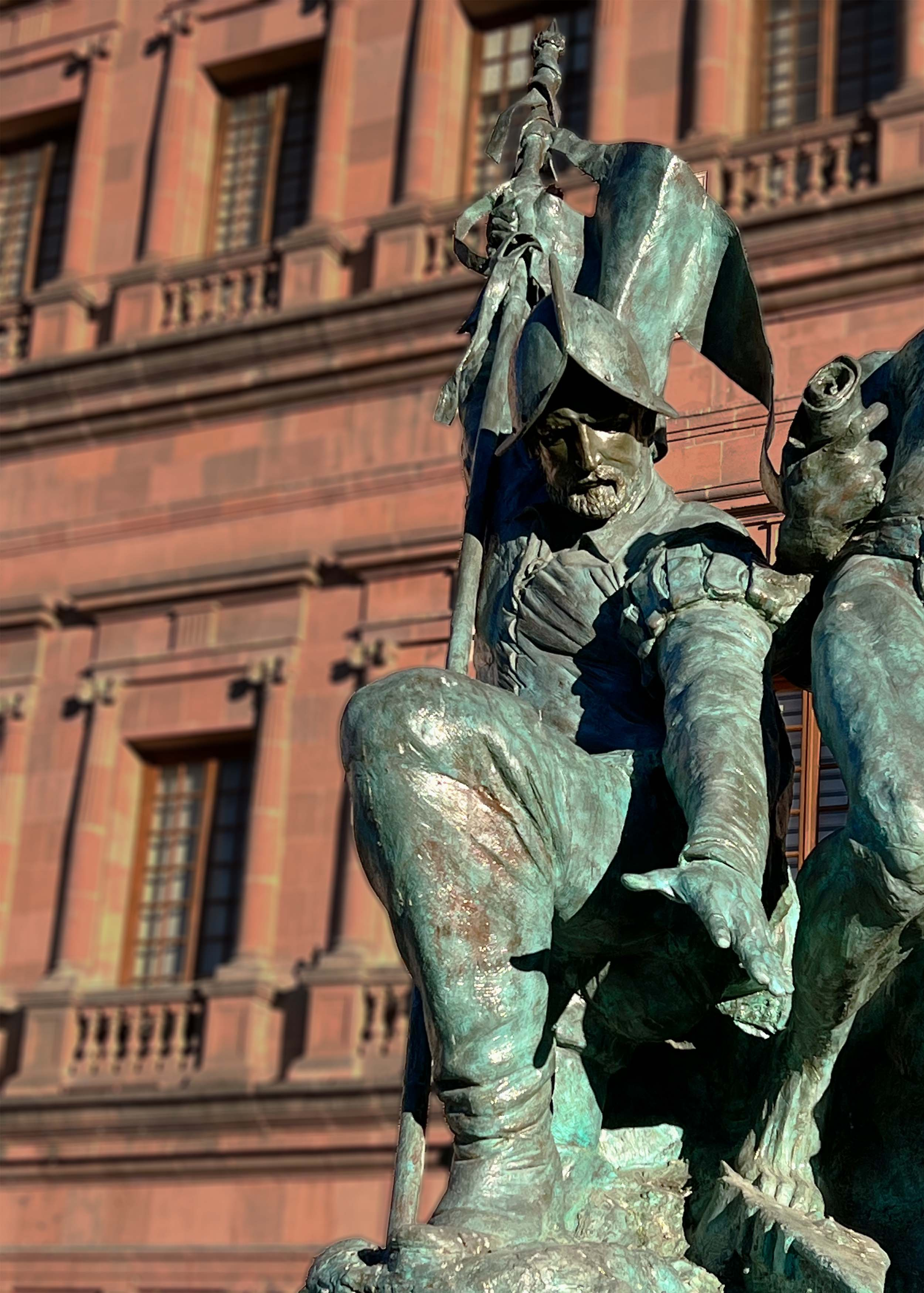
Escultura de Alberto do Canto em Saltillo, Coah.

#### Saltillo
O atual vale de Saltillo foi explorado por Francisco Cano no final de 1568 a partir de Mazapil tomando posse em nome de Nueva Galicia. Martín López de Ibarra, explorou a mesma área e distribuiu bolsas em nome de Nueva Vizcaya. Mas de acordo com o Documento Del Parral, afirma que o Capitão Alberto do Canto fundou a Villa de Santiago (Tiago o Grande) de Saltillo em 1577, e embora o documento não especifique a data, presume-se que seja 25 de julho, o dia de Tiago, o Grande .
A um sinal, eles desmontaram, formaram um círculo e se ajoelharam. "Em nome de Filipe II, nosso rei, é fundada a Villa de Santiago del Saltillo", gritavam. Del Canto conduziu sua espada e reivindicou a terra e as águas para seu rei. 
Também lá, Alberto do Canto foi nomeado prefeito com a ordem de pacificar a cidade de Potosí e o vale de Couyla ou Coahuila.

#### Monterrei
Apesar de Monterrei ter sido fundada oficialmente em 1596, graças a um litígio jurisdicional denominado "O Documento Parral", sabemos que Alberto do Canto "colonizou o Vale da Extremadura e o chamou de Ojos de Santa Lúcia, que hoje é chamada de cidade de Monterrei ".  e embora a data não seja indicada neste documento, é mais provável que fosse 13 de dezembro de 1577, festa de Santa Lúcia de Siracusa  como "prefeito das minas de San Gregorio e do vale da Extremadura".
Atribui-se-lhe também o nome de Cerro de la Silla, porque lhe parecia ter o perfil de uma sela equestre. Da mesma forma deu o nome de Cerro de las Mitras, Cerro del Topo Chico e Rio Santa Catarina.
Cinco anos depois, em 1582, na margem norte do Ojo de Agua Grande, Luis Carvajal fundou a vila de San Luis, em homenagem a São Luís IX da França, embora ao fundo se veja que se tratava de uma alusão a próprio, como também aconteceu com a fundação da Villa de la Cueva em 1583 . De qualquer forma, nas capitulações com o Rei Filipe II obriga Carvajal: "Você força para o interior em partes qualquer que seja o propósito que você vai seguir perseguindo as ditas populações para chegar ao governo da Flórida dita essa parte"... “Por nossa fé e palavra real de que o que for oferecido a você de nossa parte, teremos que ser salvo e cumprido ...”, acrescentando que se Carvajal não cumprir suas obrigações, “ ordenaremos que procedam contra você por contra uma pessoa que não cumpre e guarda os mandamentos de seu Rei e Senhor natural. " 
Carvajal acabou escravizando os índios nativos e, depois de dez anos, não cumpriu o que foi obrigado a fazer nas capitulações e na invasão astuta de outros reinos. Então ele cai em desgraça, é perseguido pela Inquisição e pelo vice-rei Villamanrique . Ele é preso em janeiro de 1589, até 26 de fevereiro de 1590. Enquanto o governador Carvajal permanecia prisioneiro na Cidade do México, o Novo Reino de León estava despovoando.
E não foi até setembro de 1596 quando Diego de Montemayor decidiu liderar uma tentativa de repovoar agora como a Cidade Metropolitana de Nossa Senhora de Monterrei . Entre outras razões para se insinuar com o recém-nomeado vice-rei Gaspar de Zúñiga Acevedo y Velasco V, conde de Monterrei em 1595.

#### Potosí
Também no Documento Parral diz que Alberto do Canto, "seguindo a ordem que carregava ... (depois de povoar Santa Lucía) pacificou a cidade de Potosí e o vale de Couyla". Não está claro a qual população ele se refere. Pode ser a cidade de Potosí, no sopé do Cerro El Potosí na Galeana (Nuevo León). Alguns dizem que se refere a Cuatrocíenegas, já que em 1582 na entrada de Luis Carvajal ele também tentou usurpar esta fundação de Nueva Vizcaya para cumprir as capitulações.

### Consolidação e pacificação
Lutou pela pacificação dos Chichimecas, entre os quais fez numerosos prisioneiros para trabalhar nas minas de Santa Lúcia ( Monterrei ) e São Gregório ( Cerralvo ), de sua propriedade.
Em 29 de janeiro de 1580, Martín López de Ibarra confirmou as distribuições de terras feitas por Alberto do Canto na região de Saltillo e nomeou Diego de Montemayor “prefeito das minas de São Gregório e da cidade de Saltillo e do vale da Extremadura, Potosí e seus distritos ” . 
Alberto do Canto no final de 1582 recebeu sem oposição Luis Carvajal em sua segunda estada na América, mas agora com a autorização do rei Filipe II seu projeto de colonizar terras ao norte da Nova Espanha. O novo território de fundação do Nuevo Reino de León, cujos limites jurisdicionais partiam do porto de Pánuco (Veracruz), ao norte da atual Veracruz, que se estendia por 200 léguas a Oeste e outras 200 léguas a Norte, formando assim um quadrado que teria 800 quilômetros de lado, porém essa extensão invadiria as jurisdições do Reino de Nueva Vizcaya, ao qual pertencia a cidade de Santiago del Saltillo, quase recém fundada.
Agora sob a influência de Carvajal, o governador da nova província Alberto do Canto continuou seu trabalho de exploração. Em uma dessas entradas lutou com gente de Diego de Montemayor, que jurou não cortar a barba até matar Do Canto. Carvajal, sabendo que precisava dos dois para explorar e governar o novo Reino, decide fazer um pacto pouco convencional: o casamento de Alberto do Canto com Estavania Montemayor, filha de Montemayor e sua terceira e falecida esposa, Juana Porcallo.

### Perseguições
1578 Alberto do Canto foi condenado a ser detido pelo Dr. Jerónimo de Orozco, presidente da Real Audiência de Guadalajara, por ter entrado em Saltillo no distrito de Nueva Galicia, em princípio entre os índios que estavam em paz, e que ele tomou como um escravo e por outros crimes graves. Ele foi feito prisioneiro, mas escapou para Nueva Vizcaya, onde o governador Martín López de Ibarra não apenas o protegeu, mas o enviou para Saltillo, com soldados para protegê-lo. 
Diz-se também que Alberto do Canto, fugindo da audiência real, entrou entre os Chichimecas, entrando em Nuevo León, de finais de 1579 a meados de 1581, quando chegou a notícia da morte de Jerónimo Orozco, a Guadalajara presidente da audiência real.
O padre Baldo Cortés, primeiro capelão da cidade de Saltillo e um de seus fundadores, a defender os povos originários da estabilização confronta os militares espanhóis, mostrando que tal ação era uma ofensa pública a Deus e que lhes negaria a absolvição se continuassem. Além disso, ele confronta Alberto do Canto e o denuncia perante a Inquisição. 
Em 1588 foi nomeado parente da Inquisição mexicana e, como tal, acompanhou Diego de Montemayor, de Saltillo, para ir prender Luis Carvajal.
Em 1589, o padre Baldo Cortés denunciou: “Este senhor Canto, antes de se casar com Estefanía, vivia em amasiato com sua sogra, esposa de dom Diego de Montemayor, razão pela qual ele a matou”.
Em 15 de novembro de 1593, o leigo franciscano Fray Pablo de Góngora denunciou Do Canto perante a Inquisição mexicana por ter tido um relacionamento notório com a esposa de Diego de Montemayor. É possível que essas queixas tenham servido Diego de Montemayor para que ele não seja processado. 
Alberto do Canto foi preso pelo Santo Ofício por ser suspeito de judaizar (posição muito comum entre os portugueses), mas fugiu e viveu entre os indígenas até ser declarado inocente e ter as acusações retiradas.
Por outro lado, era evidente que Alberto do Canto representava os interesses de Martín López de Ibarra, vice-governador de Nueva Vizcaya e tio de Francisco de Ibarra, grupo antagônico Luis de Carvajal, pelo que foi proibido entrar no Novo Reino de Leão. 

### Romances
Alberto do Canto se destacou por sua postura aventureira e sua masculinidade, é assediado por mulheres. Pelas palavras de Pablo de Góngora consta que Do Canto teve um caso com Dona Juana Porcallo, terceira esposa de Diego de Montemayor. Ao saber disso no ano de 1581, ele a ajoelhou até a morte com sua própria espada, jurando não cortar sua barba e cabelo até que matasse Do Canto. Embora alguns digam que naquela época o homem tinha todo o direito de fazê-lo para limpar um ferimento, a verdade é que Diego de Montemayor teve que fugir para as minas de San Gregorio Cerralvo, e então teve que se nomear, novamente, como prefeito de Saltillo a Alberto Do Canto.
Diego de Montemayor, que já havia passado do lado de Nueva Vizcaya para o de Carvajal, e Alberto do Cato lutaram várias vezes. Há relatos de acontecimentos no rio Pesquería, León, nas minas de San Gregorio e nas minas de Trinidad. Quanto a Don Luis Carvajal, governador do Novo Reino de León, a paz entre esses dois capitães lhe convinha, e para Do Canto mudar de lado, ele os fez fazer as pazes casando-se com Estevanía, filha de Juana Porcallo e Diego de Montemayor no final de 1587.

### Casamento e família

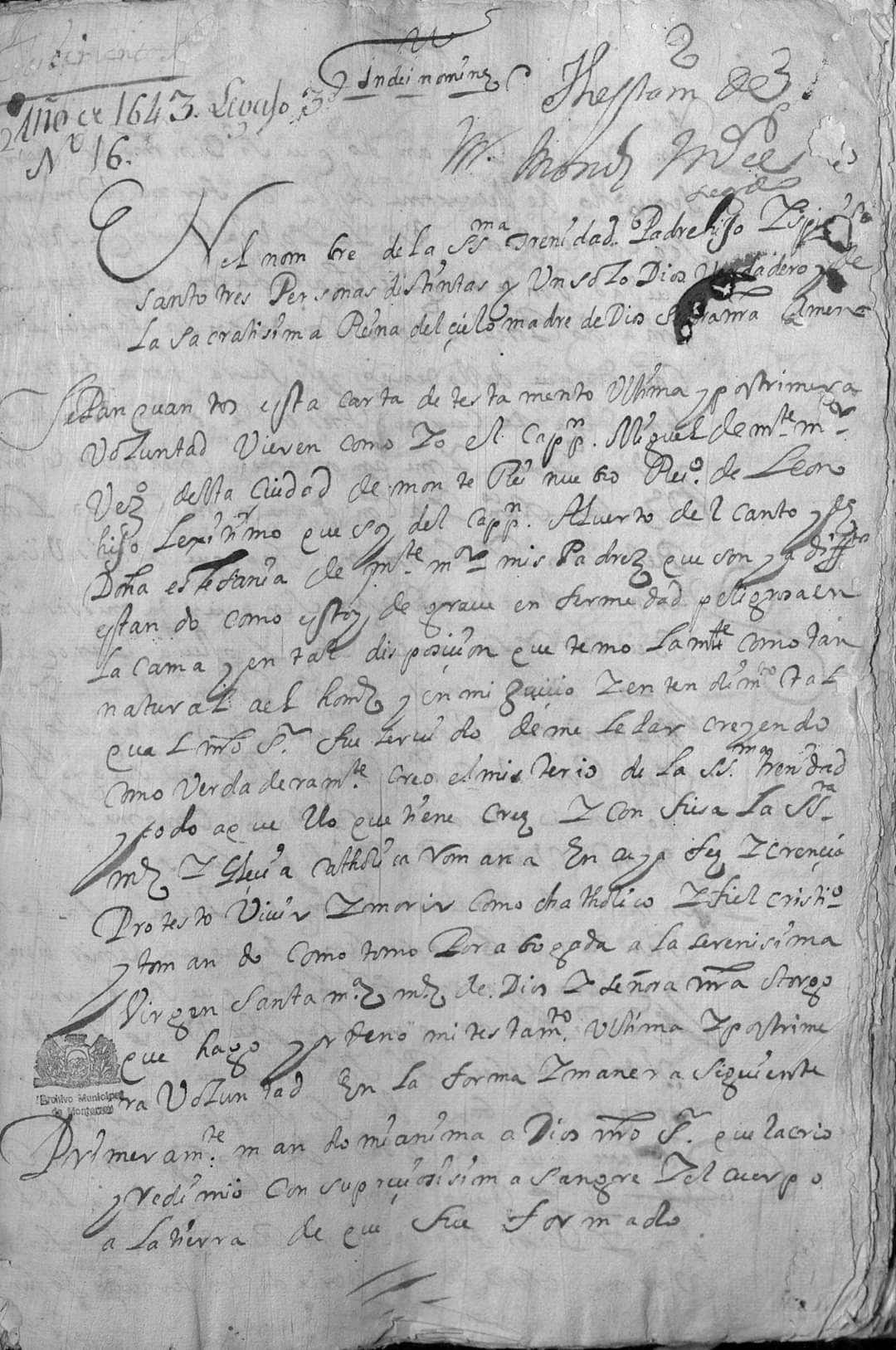
Testamento de Miguel de Montemayor onde afirma que es hijo legitimo de Alberto del Canto

Casou-se com Estevanía Procallo de Montemayor procriando seu primeiro filho chamado Miguel de Montemayor em 1587, no final de 1589 nasceu seu segundo filho, batizado com o nome de Diego de Montemayor, então em 1593 tiveram sua única filha, Elvira.
Consta que Estevanía declarou que Do Canto teve relações de fato com sua mãe, acusando seu marido e deixando de usar o sobrenome Canto e seus filhos adotaram o sobrenome materno.

### Morte
Ele morreu em sua hacienda Buena Vista perto de Saltillo em 1611 como vereador.